# Liolaemus ditadai
Liolaemus ditadai (chelco de las salinas) es una especie de lagarto de la familia Iguanidae. Es endémico de las Salinas Grandes del centro de Argentina.

## Morfología
Muestra parecidos con Liolaemus anomalus pero se diferencia en que presenta un mayor tamaño, escamas celestes en los laterales y manchas en garganta, vientre y cola.

## Distribución
Es una especie endémica de las Salinas Grandes que comparten Córdoba, Catamarca y Santiago del Estero. El punto extremo este de su distribución conocida está en la localidad de Colonia Mackinlay, Santiago del Estero.
Es encontrado casi exclusivamente en la vegetación halófita típica de los bordes de la salina, compuesta por jumecillo (Heterostachys ritteriana) y jume (Allenrolfea patagonica). Sin embargo hay un registro de la especie en el medio de la meseta de sal.

## Eponimia
Fue descripta en 1983 por José Cei quien la nombró Liolaemus anomalus ditadai. Su nombre científico es un homenaje a Ismael di Tada, investigador de la Universidad Nacional de Río Cuarto, quien colaboró en la recolección de la muestra. En 2007 fue elevada al rango de especie por Abdalá.

## Sinónimos
- Liolaemus anomalus ditadai (CEI 1983)